# Chia Pet
Les Chia Pets sont des figurines en terre cuite de style américain utilisées pour faire germer du chia, où les pousses de chia poussent en quelques semaines pour ressembler à la fourrure ou aux poils de l'animal. Des graines de chia humidifiées (Salvia hispanica) sont appliquées sur le corps de la figurine en terre cuite rainurée.
Commercialisé par Joe Pedott et produit par la compagnie Joseph Enterprises, Inc. basée à San Francisco, Californie, le premier Chia Pet, Chia Guy, a été créé le 8 septembre 1977. La marque a été déposée le lundi 17 octobre 1977. Pedott a découvert Chia Pets lorsqu'il a assisté à un spectacle d'articles ménagers à Chicago en 1977. Chia Pets a gagné en popularité dans les années 1980 après la sortie en 1982 d'un bélier, le premier Chia Pet largement commercialisé. La phrase fétiche chantée dans la publicité télévisée à mesure que la plante grandit dans le temps accéléré est « Ch-ch-ch-chia! ». Cette phrase fétiche est née lors d'une réunion de remue-méninges d'agence, où l'un des individus présents a fait semblant de bégayer le nom du produit. En 2007, environ 500 000 Chia Pets étaient vendus chaque année et ils ne sont vendus que pendant la saison des fêtes. Fabriqués à l'origine au Mexique, les Chia Pets sont maintenant produits en Chine.
Une gamme d'animaux génériques a été produite, notamment une tortue, un cochon, un chiot, un chaton, une grenouille et un hippopotame. Des personnages de dessins animés ont également obtenu une licence, notamment Garfield, Scooby-Doo, Looney Tunes, Shrek, les Simpson et SpongeBob. De plus, il y a des Chia Pets représentant de vraies personnes, y compris Barack Obama et Bob Ross.
Joseph Enterprises vend des semences de remplacement pour les produits Chia et vend également des graines de chia en vrac comme complément nutritionnel.